# Sephena ketena
Sephena ketena är en insektsart som beskrevs av Medler 2000. Sephena ketena ingår i släktet Sephena och familjen Flatidae. Inga underarter finns listade i Catalogue of Life.